# 勒爾謹
勒爾謹（转写：Lergiyen；？—1781年），滿洲鑲白旗人，清朝政治人物、繙譯進士。因甘肅冒賑案貪汙事發，被賜死。

## 生平
乾隆十年（1745年），登乙丑科繙譯進士。乾隆十五年，授刑部主事。乾隆十八年，升任刑部员外郎。乾隆二十年，改任直隸天津道。乾隆二十三年，任甘肅寧夏道。乾隆二十七年，任甘肅道。乾隆三十一年，改山東按察使。乾隆三十三年，任陝西布政使。乾隆三十六年，任陝西巡撫。次年，署陝甘總督。乾隆三十七年，授陝甘總督。乾隆四十六年（1781年），甘肅冒賑案發，被乾隆皇帝賜死。

## 延伸阅读
[在维基数据编辑]
 《清史稿/卷339》，出自趙爾巽《清史稿》